# Una rossa perillosa
Una rossa perillosa (títol original en francès Sois belle et tais-toi) és una pel·lícula francesa de comèdia policíaca dirigida el 1958 per Marc Allégret. Ha estat traduïda al català i emesa per TV3 el 7 de juliol de 1988. Va formar part de les pel·lícules de la selecció oficial al Festival Internacional de Cinema de Sant Sebastià 1958.

## Argument
Virginie Dumaillet s'escapa per tercera vegada del correccional i és perseguida per la policia. Una nit és atacada una joieria a la Place Vendôme. Jean, un jove inspector de policia, busca els atracadors i es troba amb Virginie, a qui pren com a còmplice de la banda, agafant-la per una delinqüent. Ella s'enamora. Assabentada de la veritat i, tot i que furiosa d'haver-se equivocat, accepta Jean en matrimoni.
Però el passat de Virginie està ressorgint. Troba els seus amics Loulou i Pierrot que trafiquen aparells de fotografia de Raphaël, que també opera en el robatori de joies. Els ajudarà a travessar la frontera. Desconegut per als joves, Raphaëll va amagar joies en una de les càmeres. Jean descobreix els trucs i creu que la seva dona té coneixement del tràfic de joies. Li para una trampa, però al final sorgeix la veritat i els veritables lladres són arrestats amb l'ajut dels dos amics de Virginie.

## Repartiment
- Mylène Demongeot - Virginie Dumayet
- Henri Vidal - Insp. Jean Morel
- Darry Cowl - Insp. Jérôme
- Béatrice Altariba - Olga Babitcheff
- Roger Hanin - Charlemagne
- Jean-Paul Belmondo - Pierrot
- Alain Delon - Loulou
- Robert Dalban - Insp. Gotterat
- François Darbon - Gino
- Gabrielle Fontan - Àvia de Jean
- René Lefèvre - Raphaël